# Memory Records
Memory Records — итальянский лейбл звукозаписи, специализировавшийся, в основном, на стилях итало-диско и spacesynth.

## История
Лейбл был основан в 1983 году Алессандро Занни (эксклюзивный продюсер) в сотрудничестве со Стефано Кундари (арт-продюсер). С самого начала Memory Records взял под свою опеку инструментальную электронную музыку, раскручивая такие spacesynth проекты как Hipnosis, Koto, Cyber People. Кроме проектов электронной музыки лейбл работал также с другими итало-диско артистами, такими как: J.D. Jaber, Mike Cannon, Duke Lake, Baby's Gang, Ken Laszlo, Alan Ross, Brian Ice, Roy, Swan.
Помимо основной студии в Италии, Memory Records имел филиалы в Испании и Германии.
Digital Records (с 1985-го по 1986-й — Plexi-Glass Productions) была дочерней студией Memory Records с 1985 года по 1988 год.

## Партнёрство с ZYX Records
ZYX Records стал партнёром Memory Records с первых релизов, лицензируя почти всю продукцию для продажи в Германии. В 1984 году ZYX даже начал использовать логотипы и каталоги Memory Records.

## Потеря популярности и закрытие
Упадок Memory Records начался в 1987 году с падением интереса к итало-диско и возрастанием популярности музыки хаус в Европе. Тогда лейбл переориентировался на евробит и хаус, но без особого успеха. В 1989 году Memory Records закрылся, продав каталоги ZYX. Занни и Кундари создали компанию M.C.E. Records для продюсирования техно и хаус, но прекратили деятельность после смерти Кундари в 1993 году.